# Enypia griseata
Enypia griseata är en fjärilsart som beskrevs av Grossbeck 1908. Enypia griseata ingår i släktet Enypia och familjen mätare. Inga underarter finns listade i Catalogue of Life.